# Centinelas del silencio
Centinelas del silencio (dt. etwa Wächter der Stille) ist ein mexikanischer Kurzdokumentarfilm von Robert Amram aus dem Jahr 1971. Es ist der einzige Kurzfilm, der mit zwei Oscars ausgezeichnet wurde und deswegen zu einer Änderung des Nominierungs-Reglements führte.

## Handlung
Der Film gibt einen Einblick in die Kultur und die Bauwerke der mexikanischen Ureinwohner. Zeugen ihrer Kultur sind über ganz Mexiko verteilt. Es folgen Aufnahmen von Teotihuacán mit seiner Sonnen- und Mondpyramide und von Tulum, das einst als große Stadt beschrieben wurde und von der sich nur Reste erhalten haben. Der Erzähler stellt fest, dass die Ureinwohner – Olmeken, Zapoteken, Tolteken, Chichimeken, Mayangna und Azteken – eine Gemeinsamkeit hatten: Sie glaubten an die Sonne als Zentrum des Universums. Es folgen Aufnahmen der Hieroglyphen von Monte Albán, dem ältesten bekannten Text, der auf dem amerikanischen Kontinent gefunden wurde, und dessen Entschlüsselung noch nicht gelungen ist. Bilder von Chichén Itzá folgen, sowie Aufnahmen des dortigen Cenote Sagrado, der als Ort von Opferungen für den Wassergott vorgestellt wird. Es werden Bilder von Mitla mit seinen griechisch-anmutenden Gebäudeornamenten gezeigt, sowie Palenque, eine Maya-Metropole, die deutlich macht, dass die Maya ein hochzivilisiertes Volk waren, vorgestellt. Die Frage, warum Palenque fluchtartig verlassen wurde, würde auch der heutigen Zivilisation helfen, Fehler zu vermeiden. Mit Uxmal auf Yucatán folgt die letzte vorgestellte Stätte der Maya und der Ort, den die Maya nach ihrer Flucht aus Palenque anlegten. Besonderes Augenmerk liegt dabei auf der Adivino-Pyramide, die als das letzte große Meisterwerk der Maya bezeichnet wird, und auf dem Gouverneurspalast-Komplex. Der Erzähler schließt, dass man bisher bei den Erforschungen der Ureinwohner Mexikos nur an der Oberfläche gekratzt habe.

## Produktion
Centinelas del silencio wurde vor Ort an zahlreichen archäologischen Stätten in Mexiko gedreht. Neben Bodenaufnahmen enthält der Film vor allem Luftaufnahmen, die von einem Helikopter aus gedreht wurden. Erzähler des Films ist Ricardo Montalbán. Der Film wurde unter anderem im Mai 1971 auf den Internationalen Filmfestspielen von Cannes gezeigt.

## Auszeichnungen
Auf den Internationalen Filmfestspielen von Cannes 1971 lief der Film im Wettbewerb um die Goldene Palme als Bester Kurzfilm. Centinelas del silencio gewann 1972 zwei Oscars: in der Kategorie Bester Kurzfilm und Bester Dokumentar-Kurzfilm. Es war der einzige Kurzfilm in der Geschichte der Oscars, der mit zwei Preisen ausgezeichnet wurde. Dies führte zu einer Änderung des Reglements, sodass Kurzspielfilme seit 1972 nur in einer der beiden Kategorien nominiert werden dürfen.